# Fraternità dell'opera serafica di carità
La Fraternità dell'Opera Serafica di Carità (in tedesco Schwesterngemeinschaft Seraphisches Liebeswerk Solothurn) è una società di vita apostolica femminile di diritto pontificio: i membri di questa società pospongono al loro nome la sigla S.L.S.

## Storia
Le origini della società risalgono all'Opera Serafica di Carità, fondata nel 1889 a Ehrenbreitstein dal cappuccino Cipriano Frölich da Eggolsheim: per l'assistenza all'infanzia e alla gioventù di cui aveva cura l'opera, il 30 settembre 1919 il cappuccino Floriano Walker da Altdorf istituì a Soletta una società di terziari secolari francescani.
Floriano da Altdorf si avvalse della collaborazione del terziario Fritz Spieler, di sua moglie Hilda Meyer e di Emilia Kiefer, che già nel 1916 aveva aperto una scuola per ragazze presso il monastero del Nome di Gesù.
Le costituzioni della fraternità furono approvate per un decennio dalla Santa Sede il 25 luglio 1944 e Francesco von Streng, vescovo di Basilea, eresse definitivamente la società il 2 febbraio 1946.
La società, aggregata all'ordine cappuccino dal 22 febbraio 1946, segue la regola del terz'ordine francescano e fu approvata definitivamente dalla Santa Sede il 13 gennaio 1955.

## Attività e diffusione
Le sodali della fraternità si dedicano all'assistenza religiosa e sociale all'infanzia e alla gioventù.
Oltre che in Svizzera, le suore sono presenti in Austria, Germania e Alto Adige; la sede generalizia è a Soletta.
Alla fine del 2011 la società contava 106 membri in 19 case.